# 約翰霍普金斯嶺
78°8′S 162°28′E / 78.133°S 162.467°E
約翰斯·霍普金斯嶺（英語：Johns Hopkins Ridge）是南極洲的山嶺，屬於皇家學會嶺的一部分，全長11公里，該冰川的名稱取自美國馬利蘭州的約翰斯·霍普金斯大學。